# Bohuslav Kozák
Bohuslav Kozák (28. října 1903 Ubušín – 13. listopadu 1938 Olomouc) byl český malíř a středoškolský profesor.

## Život
Narodil se 28. října 1903 v Ubušíně, jeho otec Jan Kozák zde působil jako ředitel školy. Po vystudování reálného gymnázia v Čáslavi studoval několik let architekturu, pak Akademii výtvarných umění v Praze jako žák profesora Nechleby. Působil téměř deset let jako středoškolský profesor na Slovensku – nejprve v Trnavě, později ve Zlatých Moravcích a Levicích. Byl členem Umělecké besedy slovenské, jejichž výstav se často účastnil. Na podzim 1938 onemocněl hnisavou angínou, které v nemocnici v Olomouci podlehl. Pohřben byl v rodinné hrobce na městském hřbitově v Čáslavi.
V roce 1939 proběhla v Topičově saloně v Praze výstava jeho děl, kterou připravili jeho přátelé. K příležitosti výstavy vyšla také monografie.

## Tvorba
Ačkoliv zemřel v 35 letech, vytvořil řadu pozoruhodných děl. Před experimenty dával přednost dokonalé malbě. Věnoval se především figurální kresbě a malbě.

### Díla
- Ateliér
- Cigánka
- Čítajúca
- Kavárna
- Kristus uzdravuje – náboženská kompozice
- Levický trh
- Malířka
- Přípitek
- Vzrušení
- Ženy na trhu

## Galerie

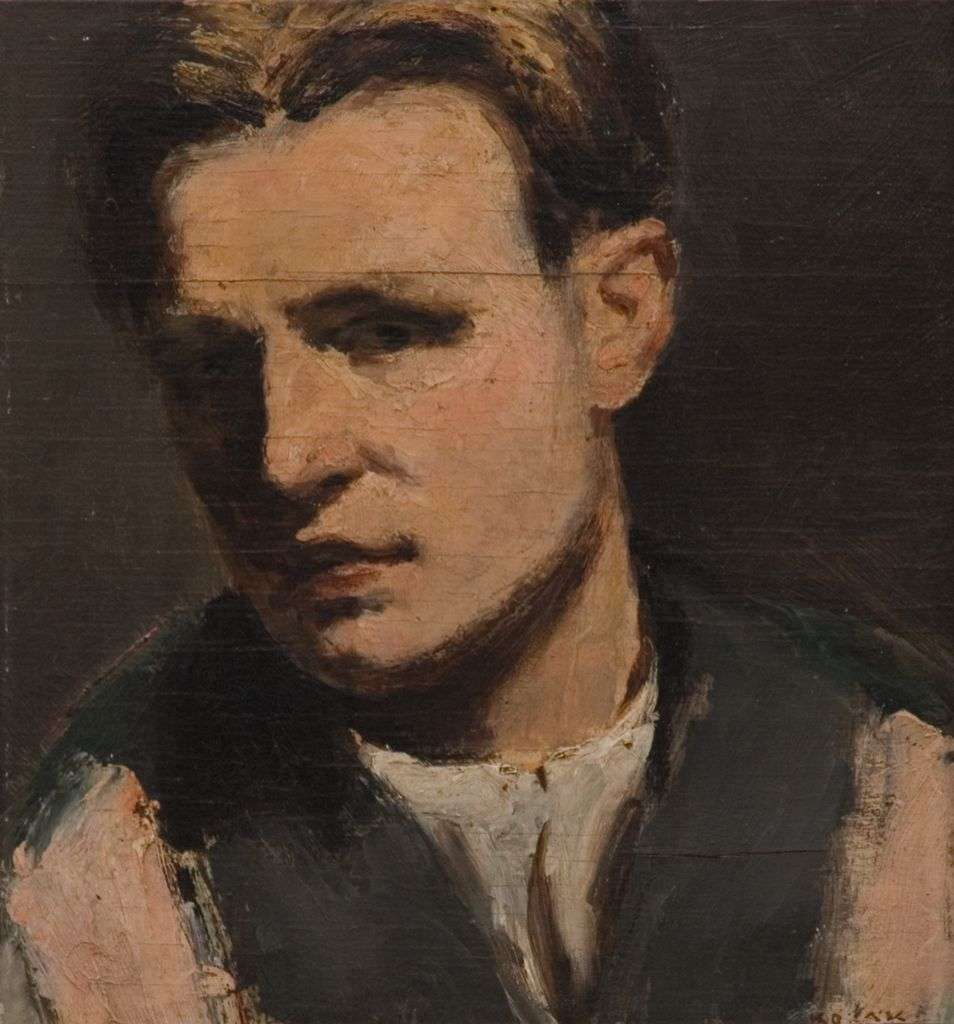
Bohuslav Kozák – autoportrét
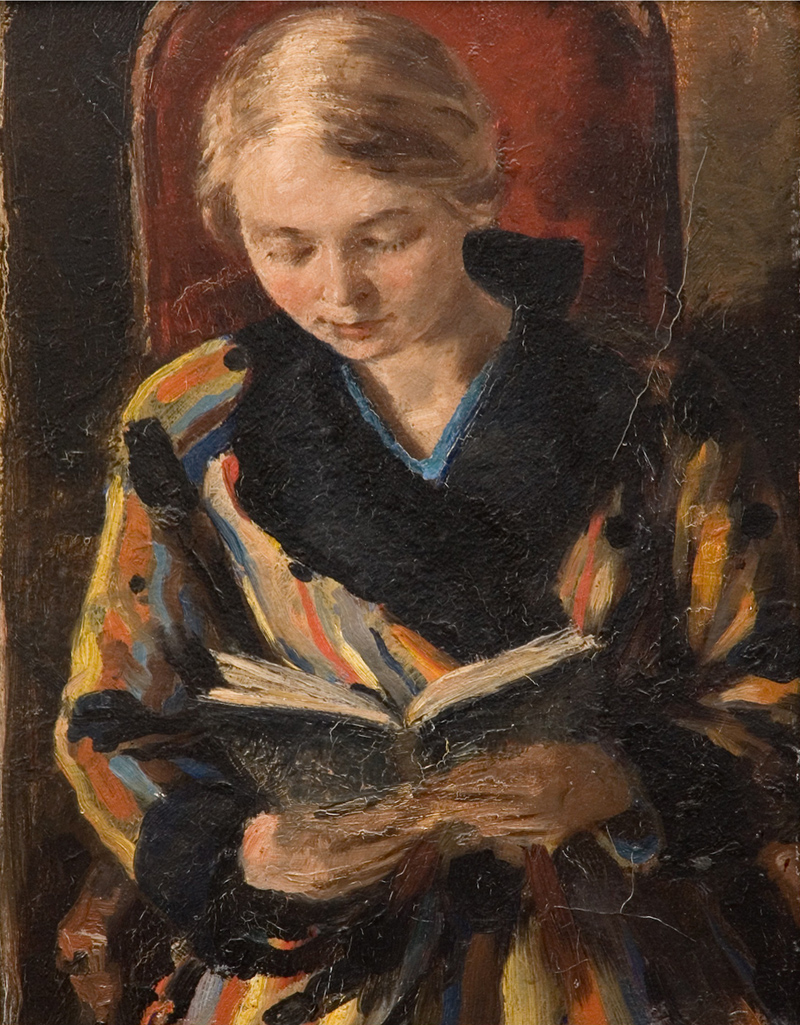
Bohuslav Kozák – čtenářka
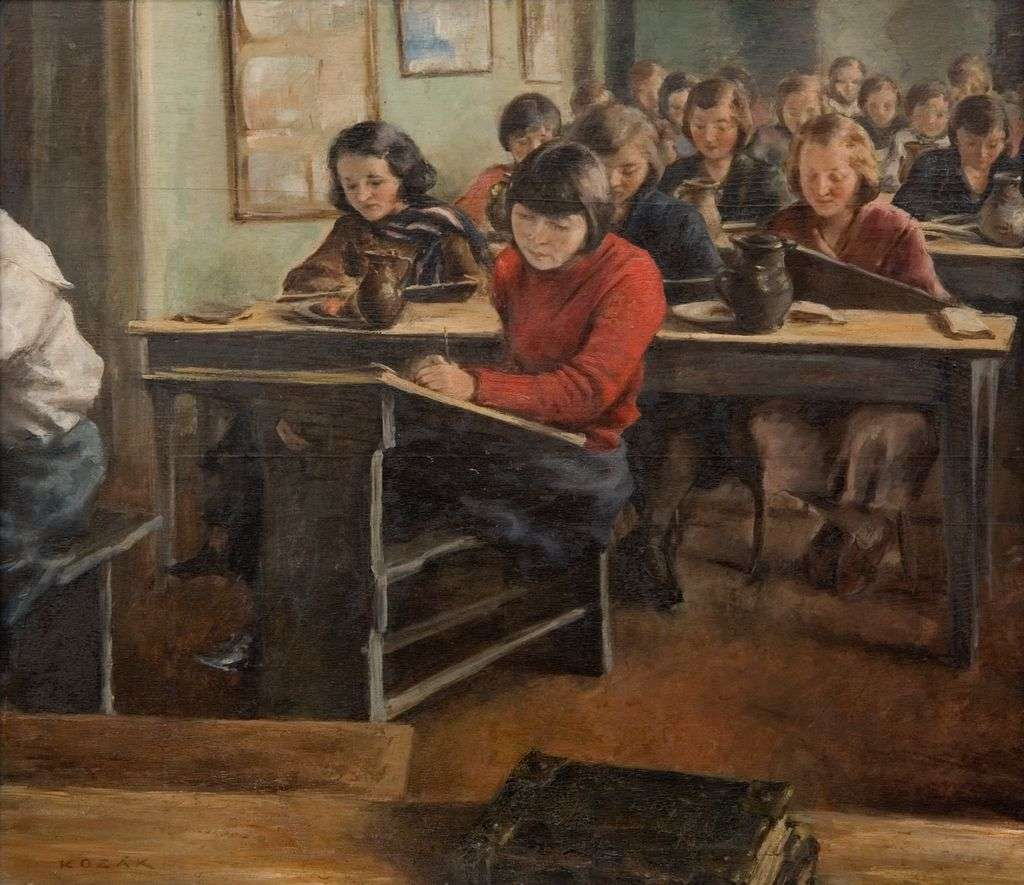
Bohuslav Kozák – ve škole
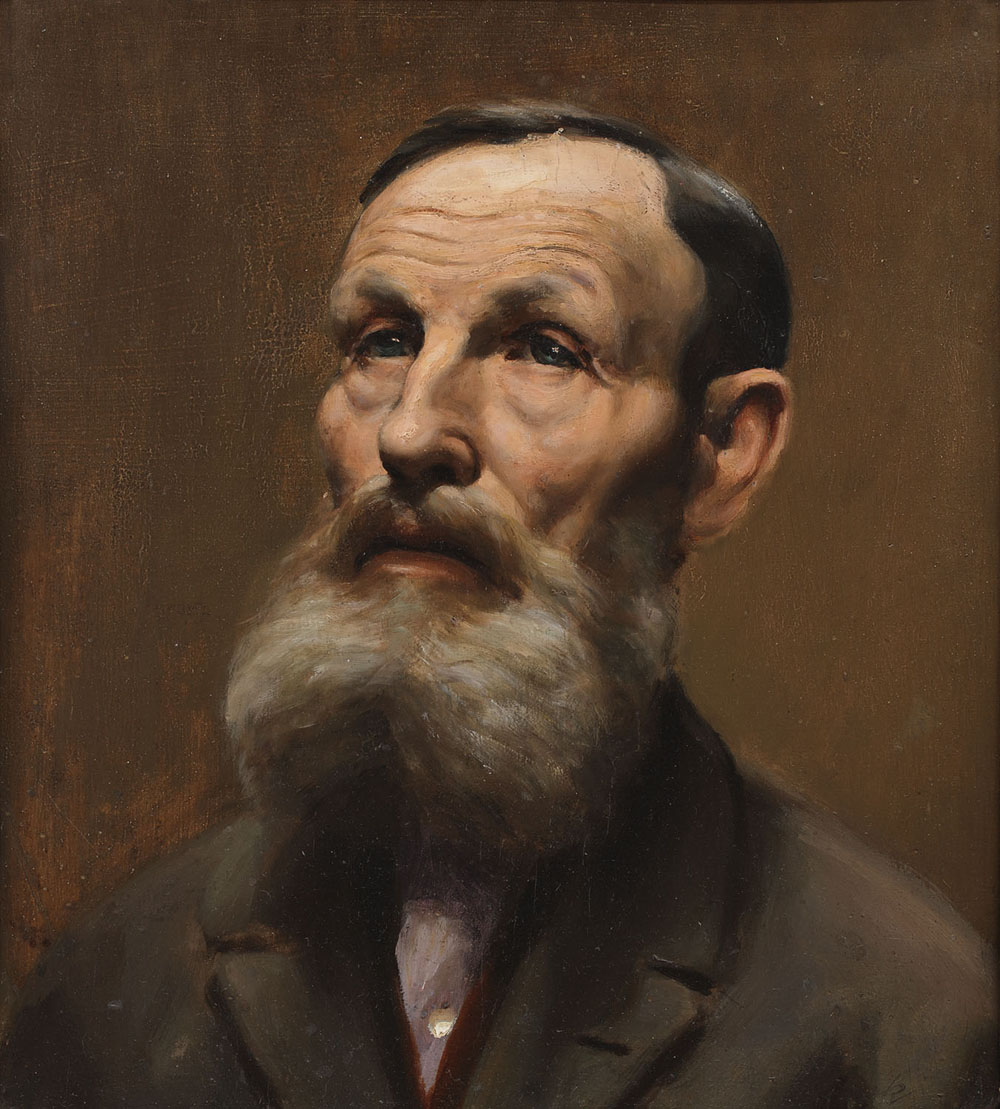
Bohuslav Kozák – portrét starého muže s vousem
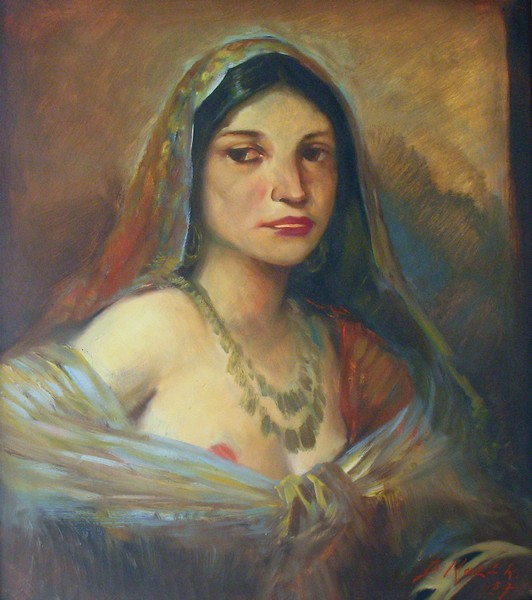
Bohuslav Kozák – portrét děvčete
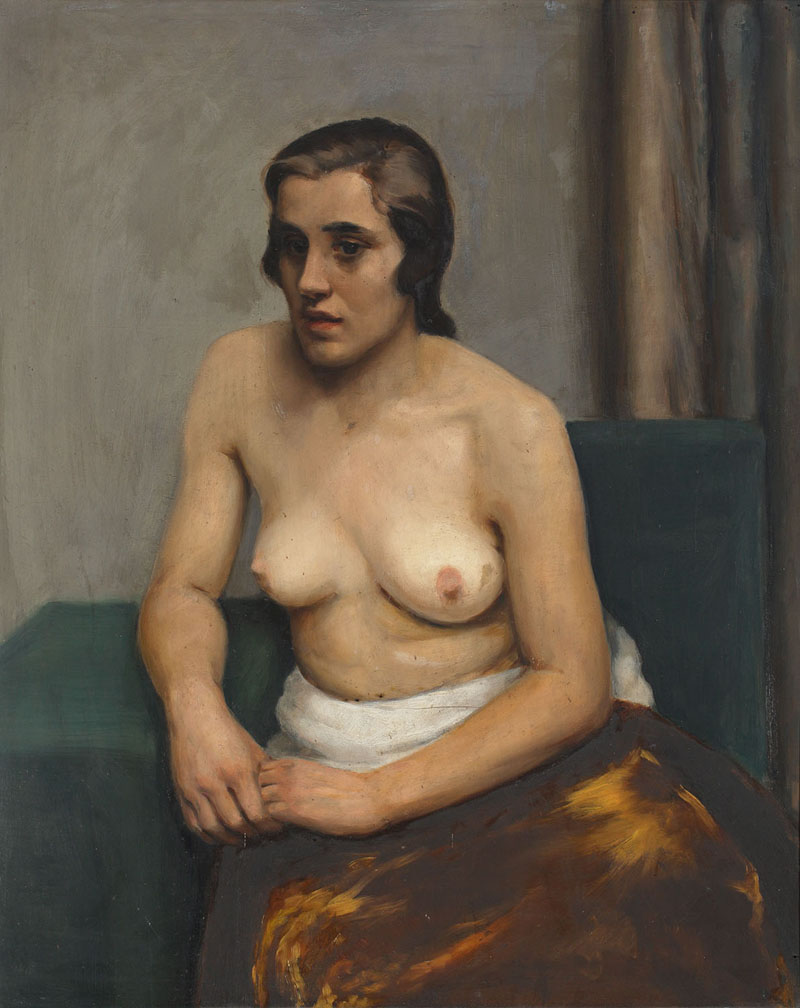
Bohuslav Kozák – ženský akt